# Hizan
Hizan là một huyện thuộc tỉnh Bitlis, Thổ Nhĩ Kỳ. Huyện có diện tích 971 km² và dân số thời điểm năm 2007 là 39949 người, mật độ 41 người/km².